# Circuit Franco-Belge 2002
Il Circuit Franco-Belge 2002, sessantaquattresima edizione della corsa, si svolse dal 26 al 29 settembre 2002 su un percorso di 736 km ripartiti in 4 tappe, con partenza da Flobecq e arrivo a Tournai. Fu vinto dall'australiano Robbie McEwen della Lotto-Adecco davanti al belga Tom Boonen e al tedesco Christoph Von Kleinsorgen.

## Tappe
| Tappa  | Data         | Percorso                   | km    | Vincitore di tappa | Leader cl. generale       |
| ------ | ------------ | -------------------------- | ----- | ------------------ | ------------------------- |
| 1ª     | 26 settembre | Flobecq > Lichtervelde     | 211   | Kevin Hulsmans     | Kevin Hulsmans            |
| 2ª     | 27 settembre | Comines > Mouscron         | 172,5 | Robbie McEwen      | Christoph Von Kleinsorgen |
| 3ª     | 28 settembre | Mons > Neuville-en-Ferrain | 172,6 | Robbie McEwen      | Robbie McEwen             |
| 4ª     | 29 settembre | Teteghem > Tournai         | 179,9 | Sandy Casar        | Robbie McEwen             |
| Totale | Totale       | Totale                     | 736   |                    |                           |

## Dettagli delle tappe

### 1ª tappa
- 26 settembre: Flobecq > Lichtervelde – 211 km

| Pos. | Corridore                 | Squadra   | Tempo    |
| ---- | ------------------------- | --------- | -------- |
| 1    | Kevin Hulsmans            | Mapei     | 5h05'42" |
| 2    | Christoph Von Kleinsorgen | Coast     | s.t.     |
| 3    | Tom Boonen                | US Postal | s.t.     |

| Pos. | Corridore                 | Squadra   | Tempo    |
| ---- | ------------------------- | --------- | -------- |
| 1    | Kevin Hulsmans            | Mapei     | 5h05'26" |
| 2    | Christoph Von Kleinsorgen | Coast     | a 5"     |
| 3    | Tom Boonen                | US Postal | s.t.     |

### 2ª tappa
- 27 settembre: Comines > Mouscron – 172,5 km

| Pos. | Corridore        | Squadra      | Tempo    |
| ---- | ---------------- | ------------ | -------- |
| 1    | Robbie McEwen    | Lotto-Adecco | 3h39'36" |
| 2    | Danilo Hondo     | Telekom      | s.t.     |
| 3    | Steffen Radochla | Coast        | s.t.     |

| Pos. | Corridore                 | Squadra      | Tempo    |
| ---- | ------------------------- | ------------ | -------- |
| 1    | Christoph Von Kleinsorgen | Coast        | 8h45'07" |
| 2    | Tom Boonen                | US Postal    | s.t.     |
| 3    | Robbie McEwen             | Lotto-Adecco | a 11"    |

### 3ª tappa
- 28 settembre: Mons > Neuville-en-Ferrain – 172,6 km

| Pos. | Corridore        | Squadra      | Tempo    |
| ---- | ---------------- | ------------ | -------- |
| 1    | Robbie McEwen    | Lotto-Adecco | 3h45'03" |
| 2    | Julian Dean      | CSC-Tiscali  | s.t.     |
| 3    | Max van Heeswijk | Domo         | s.t.     |

| Pos. | Corridore                 | Squadra      | Tempo     |
| ---- | ------------------------- | ------------ | --------- |
| 1    | Robbie McEwen             | Lotto-Adecco | 12h30'06" |
| 2    | Tom Boonen                | US Postal    | a 2"      |
| 3    | Christoph Von Kleinsorgen | Coast        | a 14"     |

### 4ª tappa
- 29 settembre: Teteghem > Tournai – 179,9 km

| Pos. | Corridore       | Squadra         | Tempo    |
| ---- | --------------- | --------------- | -------- |
| 1    | Sandy Casar     | FDJ             | 4h28'11" |
| 2    | Bert Hiemstra   | Bankgiroloterij | s.t.     |
| 3    | Thomas Voeckler | Bonjour         | s.t.     |

| Pos. | Corridore                 | Squadra      | Tempo     |
| ---- | ------------------------- | ------------ | --------- |
| 1    | Robbie McEwen             | Lotto-Adecco | 16h59'29" |
| 2    | Tom Boonen                | US Postal    | a 2"      |
| 3    | Christoph Von Kleinsorgen | Coast        | a 14"     |

## Classifiche finali

### Classifica generale
| Pos. | Corridore                 | Squadra                 | Tempo     |
| ---- | ------------------------- | ----------------------- | --------- |
| 1    | Robbie McEwen             | Lotto-Adecco            | 16h59'29" |
| 2    | Tom Boonen                | US Postal Service       | a 2"      |
| 3    | Christoph Von Kleinsorgen | Team Coast              | a 14"     |
| 4    | Steffen Radochla          | Team Coast              | a 16"     |
| 5    | Rudi Kemna                | Bankgiroloterij-Batavus | a 20"     |
| 6    | James Vanlandschoot       | Vlaanderen-T Interim    | s.t.      |
| 7    | Lénaic Olivier            | Jean Delatour           | a 21"     |
| 8    | Max van Heeswijk          | Domo-Farm Frites        | s.t.      |
| 9    | Michel Vanhaecke          | Landbouwkrediet-Colnago | a 22"     |
| 10   | Mathew Hayman             | Rabobank                | s.t.      |